# Мяло, Ксения Григорьевна
Ксе́ния Григо́рьевна Мя́ло (13 мая 1936, г. Рыбница,  Молдавская АССР, УССР, СССР — 26 марта 2018, Москва, Россия) — советский и российский политолог, культуролог, публицист и общественный деятель. Кандидат исторических наук.

## Биография
Родилась 13 мая 1936 года в г. Рыбница.
Окончила экономический факультет МГУ имени М. В. Ломоносова.
В 1975 году в Институте международного рабочего движения АН СССР защитила диссертацию на соискание учёной степени кандидата исторических наук по теме «Левый радикализм в молодёжном движении Франции 60-х годов (идейно-исторические истоки)» (специальность 07.00.04 «История коммунистического и рабочего движения и национально-освободительных движений»).
Работала старшим научным сотрудником в ИНИОН, Институте международного рабочего движения и Институте мировой литературы.
В середине 1990-х годов была членом Всероссийского национального правого центра.
В 1996 году — член комитета по подготовке Всемирного Русского Собора.
Сотрудник международного фонда «Экспериментальный творческий центр».
В июле и октябре 2010 года в качестве эксперта участвовала в передаче 5 канала «Суд времени».

## Награды
- Орден Почёта (ПМР)
- Медаль «Участнику миротворческой операции в Приднестровье»
- Лауреат премии журнала «Москва»[6].

## Отзывы

### Положительные
В. Я. Вульф отнёс Мяло к числу «талантливых людей» работавших в Институте международного рабочего движения АН СССР.

### Критические
Протодиакон А. В. Кураев неоднократно критиковал Мяло, которую называет «“православная”, рериховка, и при этом коммунистка», за открытую защиту теософии Е. П. Блаватской и Агни-йоги Н. К. Рериха и Е. И. Рерих. В частности Кураев отмечал:
Весь парадокс нашей полемики с Ксенией Мяло в том, что она пробует совместить православие и теософию. Просто объективного взгляда достаточно, чтобы понять их взаимную противоречивость. Ксения Мяло этого, тем не менее, не заметила. Не захотела заметить. Даже когда ей на тысяче страниц продемонстрировали эту несовместимость — всё равно не заметила. Оттого, конечно, нет уверенности и в том, что и эта, дополнительная пара сотен страниц поможет ей заметить хотя бы наличие серьезнейшей проблемы. Значит – тут действуют некие не рациональные, иррациональные мотивы. Я не буду строить "конспирологических" гипотез, отвечая Ксении Григорьевне теми подозрениями, которые она возводит на меня. Я охотно верю, что она так поступает по велению своего сердца. Но если действительно Ксения Григорьевна Мяло верит по православному и дорожит Православием — то написанием книги "Звезда волхвов…" она поставила себя в очень тяжёлое духовное (не политическое!) положение. Я понимаю, что её сердцу нравятся полотна и некоторые страницы статей Николая Константиновича Рёриха и некоторые суждения Агни Йоги. Сердечное отношение здесь было первичнее трезвого, разумного анализа. Доверившись чувству, ощущению, вкусу, она взялась за дело (в данном случае  — бросилась на защиту Рёрихов и Блаватской). И тем самым нарушила ряд православно-аскетических принципов духовной безопасности.
 Также он указал следующее:
Сама Мяло, кстати, так и не вступила в нормальную полемику со мной. Ни один из моих философских и историко-религиозных аргументов по поводу несовместимости теософии и христианства не был ею ни рассмотрен, ни даже упомянут. Всё свелось к политическим обвинениям: не хорошо, мол, ругать советскую власть. О серьёзности же её богословских познаний (и даже просто русского языка) свидетельствует такой её аргумент. Я поясняю, что “князем мира” в церковной традиции называется сатана. К. Мяло опровергает: “Очень не нравится  Кураеву  и понятие “Царь Мира”. Но ведь о “царе мира” говорит сам апостол Павел, называя таковым Мельхиседека: “царь правды, а потом и царь Салима, то есть царь мира” (Евр. 7,3)” (с. 83). Вот когда пожалеешь о проведённой большевиками реформе русского правописания и упразднения буквы i. В церковно-славянском переводе и в дореволюционных русских изданиях Библии стояло – “царь мира”, и любому ребенку было понятно, что “мир” — это покой, а мір — это космос. И в греческом оригинале ап. Павла basileus eirynys, а совсем не “князь космоса”. И латинском переводе Писание — rex Pacis (но совсем не Mundis). Да и само слово Иерусалим означает “город мира” в смысле “мирный город”, а не “всемирная столица”. Так что Мелхиседек совсем не владыка вселенной, а просто праведник, стяжавший дух мирен. Уж профессиональная-то воительница за русскую культуру и “Советскую Россию” могла бы знать родной язык. А заодно уж и Писание цитировать точнее: приведённый ею стих не Евр. 7,3, а Евр. 7,2.

## Интересные факты
- В. В. Кожинов отмечал, что «…русская националистка Мяло, она чистокровная молдаванка».[11]

## Сочинения

### Книги
- Мяло К. Г. Под знаменем бунта : (Очерки по истории и психологии молодёжного протеста 1950—1970-х гг.). — М. Молодая гвардия, 1985. 288 с. 50000 экз.
- Житомирский Д. В. , Леонтьева О. Т., Мяло К. Г. Западный музыкальный авангард после второй мировой войны. — М. : Музыка, 1989. — 302 с., 8 000 экз. ISBN 5-7140-0117-6
- По страницам самиздата : Сборник / Сост. Мяло К. Г. и др. — М. : Молодая гвардия, 1990. — 302 с. —(Свободная трибуна). ISBN 5-235-01204-6
- Мяло К. Г. Время выбора : молодёжь и общество в поисках альтернативы. — М. : Политиздат, 1991. — 251 с., 50000 экз. ISBN 5250007538
- Мяло К. Г. Звезда волхвов, или Христос в Гималаях : Н. К. Рерих и православие /  Авт. вступ. ст. В. В. Вергун, с. 3-32. — М.: Беловодье 1999. — 252 с. 2000 экз.
- Мяло К. Г. Россия и последние войны XX века : (1989—2000) : К истории падения сверхдержавы. — М. : Вече, 2002. — 478 с. — (Ракурс). ISBN 5-7838-0994-2
- Защитим имя и наследие Рерихов. Т. 2 : Звезда волхвов, или Христос в Гималаях / К. Мяло. В поисках Православия. Современники/ А. Владимиров.  — М.: Международный центр Рерихов, 2001. — 421 с. ISBN 5869881145
- Мяло К. Г. Между Западом и Востоком. Опыт геополитического и историософского анализа. — М. : А. Соловьёв : Рус. Нац. Фонд, 2003. — 221 с. —(Россия и мир: итоги XX века). ISBN 5-94191-005-0
- Мяло К. Г. После СССР: Российская Федерация и непризнанные государства. — М. : ИАф РАН, 2012. — 189 с. ISBN 978-5-91298-108-1

### Статьи
- Оборванная нить // Новый Мир. — 1988. — № 8.
- Посвящение в небытие // Новый Мир. — 1989. — № 8.
- Демократия в Свете Русского вопроса. Конец истории, или возвращение метеков // Век XX и мир. 1994
- Хождение к варварам, или вечное путешествие маркиза де Кюстина // Россия XXI. 1994, №4-5. С. 68-94 (переиздано в "Москва", 1996, № 12)
- Крест над Россией // Москва. — 1995. — № 8-12.
- Между Западом и Востоком // Москва. — 1996. — № 1—12.
- Под знаком тысячелетнего раскола: Москва и Рим на пороге XXI века // Россия  XXI.  2002.  № 3.  С. 140—177
- Между Западом и Востоком. Опыт геополитического и историософского анализа // Россия и мир. Итоги XX века. Альманах. — 2003. — № 5.
- Победный венец: Очерк//  Москва.  2004.  № 10.  С. 163—168
- Мифы и реальность славянского единства на грани веков  // Наш современник.  2004.  № 9.  С. 217—228
- Признание непризнанных. Ксения Мяло: «Они боролись, а мы?»
- Портрет России на фоне Украины  // Наш современник.  2005.  № 5.  С. 254—267
- Вызов глобализации и Россия // Наш современник. — 2006. — № 1.
- Наука отступать // Наш современник. — 2006. — № 5.
- Французский дневник: заметки на полях // Наш современник. — 2006. — № 10.
- 2 декабря 2007: «поезд ушёл?» // Наш современник. — 2008. — № 2.
- Всего лишь миллион… // Наш современник. — 2008. — № 8.
- И снова август // Наш современник. — 2008. — № 11.
- В тени Колосса // Дельфис. — 2008. — № 53(1)
- В тени Колосса (часть 2) // Дельфис. — 2008. — № 54(2)
- В кольце времени // Наш современник. — 2009. — № 9.
- Богопричастность или богоотверженность? // Наука и религия. 2010. № 9. С. 20—25.
- Богопричастность или богоотверженность? // Наука и религия. 2010. № 10. С. 20—24
- Богопричастность или богоотверженность? // Наука и религия. 2010. № 11. С. 12—16
- Точка разъединения // Наш современник. — 2010. — № 5.
- За горизонтом нулевых // Наш современник. — 2010. — № 9.
- "В зеркале юбилея" // Наш современник. — 2011. — № 6.
- Великая страница // Наука и религия. 2011. № 5. С. 22—25
- Кто поднимет знамя справедливости? // Наука и религия. 2011. № 9. С. 37
- Всего 20 лет — уже 20 лет // Наш современник. — 2012. — № 1.
- Забытые // Наш современник. — 2012. — № 11.
- По какому закону мы живем? // Наука и религия.  2012.  № 7.  С. 46—49
- На обочине // Наука и религия.  2012.  № 8.  С. 68
- Не навреди!  // Наука и религия.  2013.  № 5.  С. 12—15
- Новороссия на Днестре  // Русская история.  2014.  № 3 (30).  С. 17—23  ISSN 20729103
- Россия и Майдан: 2013–2014 // Наш современник. — 2014. — № 3.
- После Крыма  // Наш современник.  2014. № 8. С. 252—260